# Corridor Québec-Windsor
Le corridor Québec-Windsor est une des zones de population et de concentration des moyens de transport au Canada. Il lie les parties les plus peuplées du Québec et de l'Ontario, sur 1 150 km. Plus précisément, il s'agit des villes situées le long des Lacs Érié et Ontario et de la voie maritime du fleuve Saint-Laurent, entre Windsor, au sud-ouest, et Québec, au nord-est. On y retrouve plus de 18 millions de personnes, soit 56,8 % de la population canadienne, selon le recensement de 2006. 
Le nom a été popularisé par la compagnie de train de passagers VIA Rail dont le marché principal se situe dans ce corridor. Le nom a été repris par la suite dans le langage commun pour désigner toute cette région du point de vue des échanges commerciaux, politiques, etc. Il a plusieurs caractéristiques similaires à celle du corridor Boston-Washington aux États-Unis.

## Histoire
Durant la période de la Nouvelle-France, les explorateurs ont remonté le Saint-Laurent à la découverte du chemin vers la Chine. Jacques Cartier a dû s'arrêter à Montréal, ne pouvant dépasser les rapides qui s'y trouvent. Samuel de Champlain a établi la ville de Québec comme capitale de la colonie 64 ans plus tard et s'en est servi comme point de départ vers l'ouest. Grâce à l'utilisation du canot d'écorce, il a pu remonter jusqu'aux Grands Lacs, au Lac Champlain et le long de la rivière Outaouais. Il ouvrit ainsi un large territoire de traite des fourrures avec les amérindiens. Suivirent l'établissement de villes comme Trois-Rivières et Ville-Marie (future Montréal) le long du Saint-Laurent et de forts de traite jusqu'à Detroit. La population augmenta graduellement du milieu du XVIIe siècle au milieu du XVIIIe siècle le long du Saint-Laurent, plus défendable contre la menace des colonies américaines, et resta très faible plus au sud-ouest.
Après la conquête anglaise, les colons britanniques favorisèrent le pourtour des Grands Lacs Érié et Ontario, la vallée de la rivière des Outaouais et la rive sud de la baie Georgienne peu peuplés. Après l'indépendance américaine, les Loyalistes vinrent augmenter grandement la population le long des Grands Lacs où la terre est très fertile. Des villes comme Kingston et Toronto émergèrent, autant comme centres commerciaux que comme lieux de garnison contre toute invasion américaine. Ainsi la portion du fleuve Saint-Laurent demeura francophone et forma le Bas-Canada, alors que la portion des Grands Lacs devint anglophone et devint le Haut-Canada. 
Montréal devint à la fin du XIXe siècle la métropole économique du Canada-Uni, puis du Canada. L'afflux d'immigrants dans cette ville et la croissance naturelle des Québécois dans le reste du Québec intensifia la densification entre Québec et Montréal. Pendant ce temps, les États américains au sud des Grands Lacs devinrent l'un des pôles de développement de l'agriculture et de l'industrie de ce pays, ce qui favorisa le développement du sud-ouest de l'Ontario. L'amélioration des transports maritimes et l'introduction des chemins de fer favorisa encore plus ce corridor. 
La tendance s'est poursuivie au cours du XXe siècle. L'axe économique dériva vers Toronto au cours de la seconde moitié mais l'industrialisation s'est généralisée le long de ce corridor. L'ouverture de la voie maritime du Saint-Laurent en 1959, qui permet aux océaniques de se rendre jusqu'au Lac Supérieur, a continué la concentration de population en y favorisant le commerce.

## Géographie

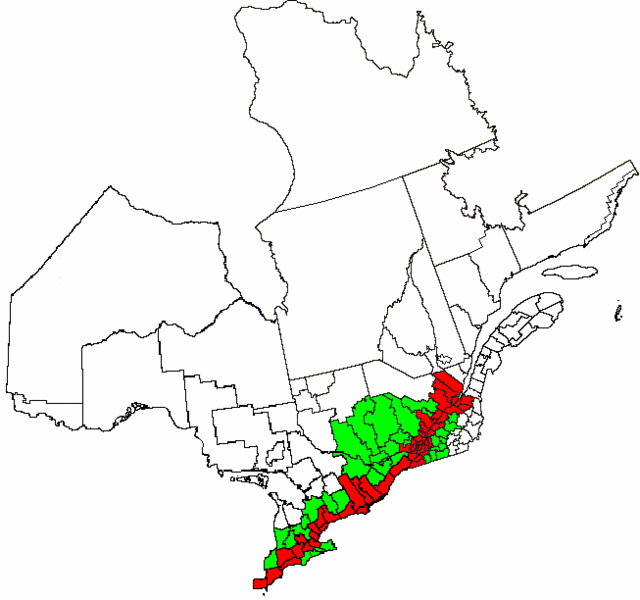
Corridor Québec-Windsor: densité maximale de population en rouge.

La portion sud-ouest du corridor entre Windsor et Montréal est une plaine où l'agriculture est intensive sur une centaine de kilomètres au nord des rives des lacs Érié et Ontario. De Montréal à Québec, elle suit le Saint-Laurent dont la vallée devient de plus en plus étroite, encaissée entre les Appalaches et le Bouclier canadien. La région est issue du râclage fait par les glaciers au cours de la dernière période glaciaire et des dépôts laissés lors de leur fonte. Tout le corridor formait la mer de Champlain après la fonte de ces derniers mais la remontée de la croûte terrestre a fait émerger les terres.
On y retrouve une grande densité de population. Les villes qui la parsèment sont nées du besoin de centres de service locaux mais ont pris graduellement une vocation régionale puis nationale et dans plusieurs cas internationale. On y retrouve d'est en ouest, Québec, Trois-Rivières, Drummondville, Saint-Hyacinthe, Montréal, Cornwall, Brockville, Kingston, Ottawa, Belleville, Oshawa, Toronto, Mississauga, Hamilton, Kitchener, Waterloo, London, Saint Catharines et Windsor. Dans les zones en périphérie du corridor principal, on retrouve d'autres centres important tel que Saguenay (ville) et Sherbrooke ainsi que les secteurs des Basses Laurentides, des chutes Niagara et de Sarnia qui y sont reliés par route et rail secondaire.
On retrouve immédiatement au sud de ce corridor et à l'ouest du côté américain de grandes villes du Midwest, comme Détroit et Cleveland, du nord de New York, comme Buffalo et Syracuse, et du nord de la Nouvelle-Angleterre. Ceci ajoute sept millions de personnes ayant des liens économiques très étroits avec le corridor.
Du point de vue climatique, la portion autour des Grands Lacs est relativement douce grâce à l'apport d'air doux remontant la vallée du Mississippi en provenance du Golfe du Mexique. Le long du Saint-Laurent, les étés sont chauds mais les vents sont souvent canalisés du nord-est à Québec ce qui garde cette ville plus fraîche. C'est le lieu de passage des oiseaux migrateurs au printemps et à l'automne. La végétation est de type feuillu dû à la richesse du sol et à l'air doux, plus méridionale que celle des zones adjacentes qui sont couvertes de conifères. En hiver, la zone de transition entre la pluie et la neige se trouve souvent à la jonction des deux secteurs du corridor et on retrouve autour de Montréal l'une des zones d'occurrence de pluie verglaçante les plus fréquentes en Amérique du Nord. Le verglas massif de 1998 est d'ailleurs survenu dans le secteur entre Ottawa et Drummondville.

## Types de transport

### Maritime

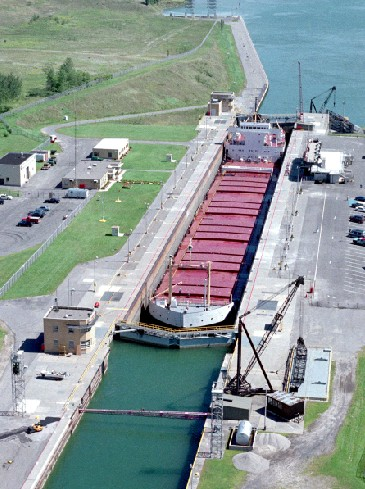
L'une des écluses de la Voie maritime

La région entière a été ouverte grâce à la voie navigable que représente le système Grands Lacs-Vallée du Saint-Laurent. Les autochtones l'ont peuplée et l'ont utilisée depuis des millénaires en y développant le canot d'écorce. Les premiers européens ne pouvaient remonter plus loin que Montréal avec leurs navires mais adoptèrent le canot pour continuer en faisant des portages pour contourner les rapides et les Chutes Niagara. Rapidement, des projets de canaux virent jour pour pallier les portages quand la Nouvelle-France se développa et que le commerce des fourrures demanda d'aller toujours plus loin avec des canots plus gros des voyageurs. En 1825, le canal de Lachine et certains autres furent creusés, comportant des écluses. Le système fut consolidé et amélioré dans ce qui est aujourd'hui la voie maritime du Saint-Laurent. 
À cause des hivers froids, la glace se forme en décembre sur le Saint-Laurent et un peu plus tard sur les Grands Lacs. Cela rendait saisonnière l'utilisation de la voie maritime jusqu'au milieu du XXe siècle. Un concours est né de ce fait, celui de la remise de la Canne à pommeau d'or au premier capitaine de navire transatlantique arrivant dans les ports de Québec, Trois-Rivières et Montréal au printemps. L'utilisation de brise-glaces permet maintenant son utilisation à l'année longue sauf dans le corridor Cornwall-Montréal où l'on procède à l'entretien des écluses entre la mi-février et la mi-mars.

### Ferroviaire
Le terme est le plus souvent employé dans le contexte du transport ferroviaire. Les lignes du Canadien National et du Canadien Pacifique utilisent le corridor, plus ou moins parallèlement aux réseaux routiers. En effet, le développement de ce moyen de transport se situe entre la période de navigation et celui des autoroutes. Il devait donc suivre les mêmes pôles de population. Originellement, ces deux compagnies transportaient marchandises et passagers mais après la Seconde Guerre mondiale, la concurrence de l'automobile et de l'avion ont fait péricliter la clientèle de passagers. 
À la fin des années 1970, le gouvernement du Canada créa Via Rail à partir des services passagers des deux compagnies et en fit une société de la Couronne. Le CN et le CP se concentrèrent donc sur le transport des biens qui eut des hauts et des bas, à cause de la concurrence de l'industrie du camionnage, mais qui est maintenant profitable. Les deux compagnies desservent tout le marché canadien, dont une large proportion se trouve dans ce corridor. Elles sont également propriétaires ou partenaires avec les compagnies américaines et une grande partie des échanges de marchandises passent par les lignes de ce secteur.

#### Via Rail

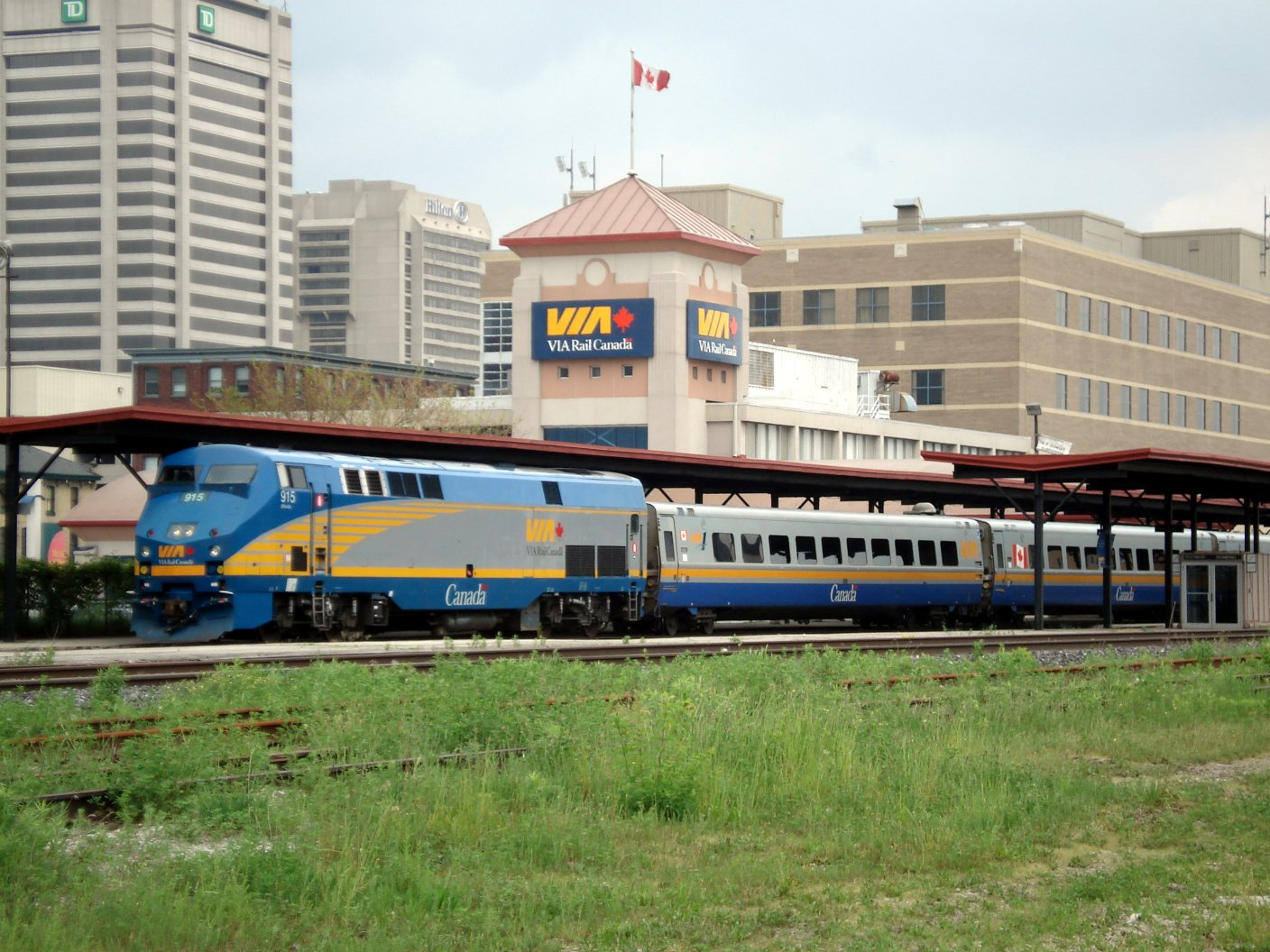
un train de VIA Rail

Via Rail a reçu le mandat de maintenir le service passager et a reçu l'aide gouvernementale pour le faire. Plusieurs projets de ligne à grande vitesse ont été proposés dans le corridor qui constitue l'axe le plus profitable du système. Cependant les coûts par rapport à l'achalandage actuel n'ont pas encore permis de réaliser le projet. Via Rail offre les destinations suivante dans le corridor Québec-Windsor en utilisant le train LRC pendulaire qui lui permet d'atteindre des vitesses moyennes de 175 km/h sur les lignes du CP et du CN:
- Montréal-Alexandria-Ottawa
- Montréal-Charny-Québec
- Montréal-Toronto-Oakville
- Toronto-Kingston-Ottawa
- Toronto-Kitchener-Sarnia
- Toronto-London-Sarnia
- Toronto-London-Windsor
- Toronto-Chutes Niagara avec service vers Buffalo et New York

##### Train à grande fréquence
Dans le budget fédéral 2016-2017 a été annoncé que le projet de train à grande fréquence (TGF) proposé par Via Rail est également dans les plans du gouvernement. À ce sujet, le gouvernement fédéral a réservé des fonds pour une étude sur le TGF dans le corridor Québec-Windsor, de quoi réjouir les gens d'affaires de la région. Le transporteur ferroviaire avait avancé la possibilité d'inclure la capitale uniquement dans la deuxième phase du projet,.

##### Train à grande vitesse: Alto
Le projet de train à grande vitesse, nommé Alto, est annoncé en février 2025.

#### Autre service passager
En plus de VIA, trois sociétés de transport public opèrent des trains de banlieue sur les rails du corridor en les louant :
- GO Transit de Toronto pour les lignes :
  - Lakeshore West vers Hamilton
  - Lakeshore East vers Oshawa
- Exo de Montréal pour les lignes vers:
  - Vaudreuil-Hudson (ligne CP jusqu'à Dorion, puis un tronçon de ligne rachetée par l'AMT en 2011 jusqu'à Hudson (maintenant Exo)[4],[5])
  - Deux Montagnes (ligne CN, rachetée par l'AMT en 2014 (maintenant Exo)[6])
  - Saint-Jérôme (ligne CP)
  - Mont-Saint-Hilaire (ligne CN)
  - Candiac (ligne CP[4])
  - Mascouche (ligne CN)
- OC Transpo d'Ottawa pour les O-Train de la banlieue vers Ottawa sur les rails du CP

### Routier

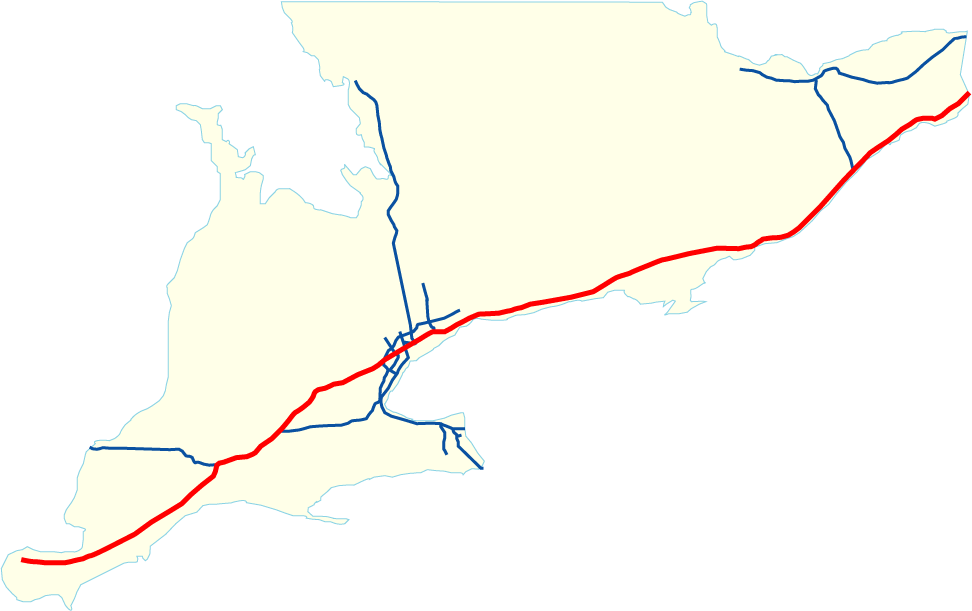
Tracé de l'autoroute 401

On retrouve les liens routiers principaux d'est en ouest le long du corridor : Autoroute 20 et autoroute 40 au Québec qui rejoignent la route 2 et l'autoroute 401 en Ontario. D'ailleurs, les autoroutes 40 et la 417 (entre Montréal et Ottawa) constituent une partie de la route transcanadienne. La 20 et la 401, quant à elles, constituent la dernière version des routes terrestres initialement tracées dans ce corridor. 
La première colonisation s'est faite le long du fleuve durant le régime français. À mesure que les lots riverains furent pris, on étendit le défrichement en rangs successifs parallèles au fleuve en plaçant un chemin entre ceux-ci. En 1731, on ouvrit une route entre Québec et Montréal sur la rive nord du Saint-Laurent : le Chemin du Roy. La même chose se produit du côté sud du fleuve plus tard. La colonisation du sud-ouest de l'Ontario se fit en cantons un peu de la même manière et la route 2 devint le chemin reliant les villes et villages. À partir du milieu du XXe siècle, le développement du concept d'autoroute par les Américains se traduisit par la construction du même type de routes au Canada, parallèlement aux anciennes routes qui devinrent des dessertes. 
Une multitude de routes et autoroutes alimentent ces dernières depuis les régions avoisinantes au nord et au sud, particulièrement autour des grands centres comme Montréal et Toronto. Nommons les autoroutes 10, 15, 35, 55, 73 et 175 au Québec, et 416 (Ottawa–Toronto), 400, 402 et la QEW en Ontario . 
Plusieurs liens sont également présent pour relier ce corridor aux États-Unis, situés juste au sud du corridor. Le plus important poste douanier est celui à l'extrémité Ouest de la 401, entre Windsor et Détroit (pont Ambassadeur), qui, à lui seul, accueille 25 % des échanges commerciaux entre les 2 pays. Les autres postes douaniers majeurs dans le corridor sont le Bluewater Bridge entre Port Huron et Sarnia (Interstates 69 et 94 – autoroute 402)Peace Bridge (QEW vers Interstate 90, entre Fort Erie et Buffalo), Niagara Falls (QEW–autoroute 405–vers I-90), le poste des Milles Îles (ON401 – I-81 entre l'Ontario et New York), le poste frontalier de Saint-Bernard-de-Lacolle/Champlain (I-87 – A15 vers Montréal, lien Montréal–New York), le poste de Highgate Springs/Saint-Armand (I-89 – Future A35 vers Montréal, lien Montréal–Boston), et le poste de Derby Line/Stanstead (I-91 – A55 entre le Québec et le Vermont).

#### Projets
On projetterait une autoroute de l’ALENA (NAFTA highway) pour relier le corridor à l'Interstate 35 du Texas et, ainsi, au Mexique Un projet de TGV est aussi à l'étude depuis plusieurs années. Dès son premier mandat en 2002, le premier ministre de la province de Québec, Jean Charest, a remis le projet sur la liste des priorités politiques mais aucune étude détaillée n'a encore commencé.

### Aérien
Deux des trois plaque tournantes majeures en aviation au Canada se trouvent dans le corridor Québec-Windsor. Il s'agit de l'aéroport international Pearson de Toronto (CYYZ) et de l'aéroport international Pierre-Elliott-Trudeau de Montréal (CYUL). Pearson est l'aéroport le plus important au pays, servant de point de transbordement d'un grand nombre de vols internationaux et nationaux avec 31 millions de passagers annuellement. YUL est également le point de transbordement de plusieurs compagnies internationales vers l'est du Canada ainsi que d'un grand nombre de vols nationaux et internationaux avec un achalandage de 14,8 millions de passagers en 2014. La portion fret aérien se passe maintenant à l'aéroport international Montréal-Mirabel en banlieue nord. 
Les aéroports d'Ottawa (CYOW), Québec (CYQB) et d'Hamilton (CYHM) ont une vocation plus nationale mais reçoivent certains vols internationaux. Les aéroports régionaux de passagers sont en Ontario ceux de Windsor, de Sarnia, de London, régional de Waterloo, de Toronto Island et de Kingston. Au Québec on retrouve les aéroports régionaux de Gatineau, de Trois-Rivières et de Sherbrooke. 
Outre les compagnies internationales, on retrouve les compagnies canadiennes Jazz d'Air Canada, WestJet et dernièrement Porter Airlines qui offre des vols réguliers dans le corridor. Plusieurs compagnies régionales ont leur point de départ à l'un des aéroports majeurs ou secondaires, tels Air Inuit vers le grand-nord québécois et Air Labrador vers le Labrador. Air Transat offre des vols nolisés vers les destinations vacances et certains vols entre Montréal et Toronto.

Le triangle aérien entre les villes de Montréal, Ottawa et Toronto (principalement Montréal-Toronto) est le 15e trajet le plus emprunté mondialement. Entre 7h et 22h, deux vols à l'heure dessert le trajet Montréal-Toronto et Toronto-Montréal simultanément, effectués par Air Canada et WestJet. Les vols AC400 (AC400 à AC499) sont réservés pour le triangle YUL-YOW-YYZ (AC400–AC431, pair pour Toronto-Montréal, impair pour Montréal-Toronto), tandis que les vols WS572 à WS599 desservent YUL-YYZ et YYZ-YUL tous les jours, pour un total de plus de 70 liaisons directes chaque jour.
L'aéroport de Saint-Hubert, en banlieue de Montréal, est l'un des plus occupés pour l'aviation générale, offrant des vols réguliers, d'affrètement et récréatifs. Il dessert l'École nationale d'aérotechnique du Québec, Pratt & Whitney Canada et l'Agence spatiale canadienne. L'aéroport de Toronto-Buttonville est le neuvième au Canada dans le domaine de l'aviation générale. On retrouve des aéroports militaires à BFC Trenton, Saint-Hubert et celui de BFC Bagotville au Saguenay-Lac-Saint-Jean.